# Cupa României la volei feminin
Cupa României la volei feminin este o competiție de volei cu meciuri eliminatorii directe, organizată anual de Federația Română de Volei (FRV). CSM Volei Alba Blaj este actualul deținător al trofeului, precum și deținătorul recordului alltime cu 5 cupe.

## Istoric
Cupa României a fost creată în 2006.

## Format
Competiția se organizează o dată pe an, cu doisprezece echipe participante.

## Lista câștigătoarelor
| Anii | Câștigătoare              | Scor                                      | Finaliste                 |
| ---- | ------------------------- | ----------------------------------------- | ------------------------- |
| 2007 | CSU Galați                | 3 - 0 (27-25, 25-8, 25-19)                | CS Știința Bacău          |
| 2008 | CSU Galați                | 3 - 0 (25-16, 25-17, 25-20)               | CS Știința Bacău          |
| 2009 | CSU Galați                | 3 - 0 (25-22, 25-18, 25-19)               | CS Dinamo București       |
| 2010 | CS Dinamo București       | 3 - 0 (25-19, 25-22, 25-23)               | C.S. 2004 Tomis Constanța |
| 2011 | C.S. 2004 Tomis Constanța | 3 - 0 (25-18, 25-23, 25-22)               | CS Știința Bacău          |
| 2012 | CS Dinamo București       | 3 - 0 (25-18, 25-20, 25-18)               | C.S. 2004 Tomis Constanța |
| 2013 | CS Știința Bacău          | 3 - 2 (18-25, 25-23, 27-25, 24-26, 15-8)  | CS Dinamo București       |
| 2014 | CS Știința Bacău          | 3 - 2 (14-25, 25-21, 17-25, 25-20, 15-10) | CS Dinamo București       |
| 2015 | CS Știința Bacău          | 3 - 0 (25-0, 25-0, 25-0)                  | CS Dinamo București       |
| 2016 | CSM Târgoviște            | 3 - 0 (25-20, 26-24, 25-23)               | CSM București             |
| 2017 | CSM Volei Alba Blaj       | 3 - 0 (25-14, 25-17, 25-19)               | CS Știința Bacău          |
| 2018 | CSM București             | 3 - 1 (21-25, 25-19, 25-16, 25-23)        | CSM Volei Alba Blaj       |
| 2019 | CSM Volei Alba Blaj       | 3 - 1 (25-19, 20-25, 25-18, 25-22)        | CSM Târgoviște            |
| 2020 | Nu s-a încheiat           | Nu s-a încheiat                           | Nu s-a încheiat           |
| 2021 | CSM Volei Alba Blaj       | 3 - 0 (25-13, 25-22, 25-19)               | CS Dinamo București       |
| 2022 | CSM Volei Alba Blaj       | 3 - 1 (28-30, 26-24, 25-12, 25-22 )       | CSM Târgoviște            |
| 2023 | CSM Lugoj                 | 3 - 1 (25-16, 26-24, 22-25, 25-21)        | CSM Târgoviște            |
| 2024 | CSM Târgoviște            | 3 - 2 (25-23, 25-18, 24-26, 29-31, 15-11) | Rapid București           |
| 2025 | CSM Volei Alba Blaj       | 3 - 1 (25-22, 22-25, 25-21, 25-11)        | CSO Voluntari             |

## Trofee pe club
| Club                     | Titluri | Sezoane câștigătoare                        | Finaliste | Finale                                      |
| ------------------------ | ------- | ------------------------------------------- | --------- | ------------------------------------------- |
| Volei Alba Blaj          | 5       | 2016-17, 2018-19, 2020-21, 2021-22, 2024-25 | 1         | 2017-18                                     |
| CS Știința Bacău         | 3       | 2012-13, 2013-14, 2014-15                   | 4         | 2006-07, 2007-08, 2010-11, 2016-17          |
| CSU Galați               | 3       | 2006-07, 2007-08, 2008-09                   | 0         |                                             |
| CS Dinamo București      | 2       | 2009-10, 2011-12                            | 5         | 2008-09, 2012-13, 2013-14, 2014-15, 2020-21 |
| CSM Târgoviște           | 2       | 2015-16, 2023-24                            | 3         | 2018-19, 2021-22, 2022-23                   |
| CSV 2004 Tomis Constanța | 1       | 2010-11                                     | 2         | 2009-10, 2011-12                            |
| CSM București            | 1       | 2017-18                                     | 1         | 2015-16                                     |
| CSM Lugoj                | 1       | 2022-23                                     | 0         |                                             |

## Trofee pe orașe
| VA BlajCSS BacăuBucureștiTomis ConstanțaGalațiCSM Târgoviște Locațiile campioanelor din România. · Albastru: peste 10 titluri; Verde: 6-10 titluri; Galben: 2-5 titluri; Roșu: un titlu. | CSM Dinamo Campioanele din București. · Albastru: peste 10 titluri; Verde: 6-10 titluri; Galben: 2-5 titluri; Roșu: un titlu. |

| Regiune      | Orașe      | Titluri | Cluburi                                    |
| ------------ | ---------- | ------- | ------------------------------------------ |
| Transilvania | Blaj       | 5       | Volei Alba Blaj (5)                        |
| Muntenia     | București  | 3       | CS Dinamo București (2), CSM București (1) |
| Moldova      | Bacău      | 3       | CS Știința Bacău (3)                       |
| Moldova      | Galați     | 3       | CSU Galați (3)                             |
| Muntenia     | Târgoviște | 2       | CSM Târgoviște (2)                         |
| Dobrogea     | Constanța  | 1       | CSV 04 Tomis Constanța (1)                 |
| Banat        | Lugoj      | 1       | CSM Lugoj (1)                              |